# Alícia de Borbó-Parma (gran duquessa de Toscana)
Alícia de Borbó-Parma, gran duquessa de la Toscana (Parma 1849 - Schwertberg, Alta Àustria 1935). Princesa de Parma amb el tractament d'altesa reial de la branca dels Borbó-Parma.

## Orígens familiars
Nascuda el dia 27 de desembre de l'any 1849 a la ciutat de Parma, capital del Ducat de Parma, fou fill del duc Carles III de Parma i de la princesa Lluïsa de França. Alícia era neta per via paterna del duc Carles II de Parma i de la princesa Maria Teresa de Savoia i per via materna era neta del príncep Carles Ferran de França i de la princesa Maria Carolina de Borbó-Dues Sicílies.

## Núpcies i descendents
El dia 11 de gener de l'any 1868, a l'edat de 19 anys, contragué matrimoni amb el gran duc Ferran IV de Toscana al Castell de Frohsdorf a Àustria. Ferran era fill del gran duc Leopold II de Toscana i de la princesa Antonieta de Borbó-Dues Sicílies. El gran duc Ferran havia estat casat en primeres núpcies amb la princesa Anna de Saxònia que s'havia mort als tres anys de casar-se.
Ferran i Alícia tingueren deu fills:
- SAIR l'arxiduc Leopold Ferran d'Àustria-Toscana, nat el 1868 a Salzburg i mort el 1935 a Berlín. Es casà en primeres núpcies amb Wilhelmine Abramovic de qui es divorcià el 1907 per casar-se en segones núpcies amb Maria Ritter de qui també es divorcià i finalment es casà amb Clara Gröger.
- SAIR l'arxiduquessa Lluïsa d'Àustria-Toscana, nada Salzburg el 1870 i morta a Brussel·les el 1947. Es casà amb el rei Frederic August III de Saxònia de qui es divorcià l'any 1903 per casar-se amb Enrico Toselli.
- SAIR l'arxiduc Josep Ferran d'Àustria-Toscana, nat a Salzburg el 1872 i mort a Viena el 1942. Es casà morganàticament amb Rosa Kaltenbrunner el 1921 i de qui es divorcià el 1928 per casar-se amb Gertrud Tomanek.
- SAIR l'arxiduc Pere Ferran de Toscana, nat a Salzburg el 1874 i mort a Saint-Gilgen (Suïssa) el 1948. Es casà l'any 1900 amb la princesa Maria Cristina de Borbó-Dues Sicílies.
- SAIR l'arxiduc Enric d'Àustria-Toscana, nat a Salzburg el 1878 i mort a Salzburg el 1969. Es casà amb Karolina Ludescher.
- SAIR l'arxiduquessa Anna Maria d'Àustria-Toscana, nada a Lindau el 1879 i morta a Baden-Baden el 1961. Es casà amb el príncep Joan de Hohenlohe-Bartenstein.
- SAIR l'arxiduquessa Margarida d'Àustria-Toscana, nada a Salzburg el 1881 i morta a Schwertberg el 1965.
- SAIR l'arxiduquessa Germana d'Àustria-Toscana, nada a Salzburg el 1884 i morta a Schwertberg el 1955.
- SAIR l'arxiduquessa Agnès d'Àustria-Toscana, nada a Salzburg el 1891 i morta a Schwertberg el 1945.
- SAIR l'arxiduc Robert d'Àustria-Toscana, nada a Salzburg el 1885 i mort a Salzburg el 1895.

Alícia contragué matrimoni amb Ferran en un moment en què la casa dels Àustria-Toscana ja es trobava a l'exili. L'exili de la família sobirana del Gran Ducat de Toscana s'inicià l'any 1859 després de l'ocupació del Gran Ducat per part de les tropes piemonteses.
Malgrat tot, la família gran ducal pogué mantenir el seu estatus econòmic i la seva posició social privilegiada fins al final de la Primera Guerra Mundial, l'any 1918. La pertinença dels Àustria-Toscana a la família dels Habsburg els garantí la protecció de l'emperador Francesc Josep I d'Àustria i de l'Imperi.
Amb la caiguda de l'Imperi, la família gran ducal es trobà en una relativa pobresa tot i que mantingueren nombroses propietats a la nova república d'Àustria. La princesa Alícia morí el dia 16 de gener de l'any 1935 a Schwertberg, una ciutat del land de l'Alta Àustria.